# Rodrigo Muñoz (futbolista)
Rodrigo Martín Muñoz Salomón (Montevideo, Uruguay, 22 de enero de 1982) es un exfutbolista uruguayo nacionalizado paraguayo que jugaba de arquero, que se desempeñaba en el Club Guaraní.
Por otra parte, fue internacional con la selección de Uruguay.

## Trayectoria
Comenzó su carrera futbolística en Cerro, club de la Primera División de Uruguay.
Luego, en 2008, se fue a Nacional donde, sin embargo, no debutó hasta el 12 de febrero de 2009, en el partido correspondiente a la Copa Libertadores 2009 frente a la Universidad de San Martín de Porres equipo peruano, jugado en Montevideo, encuentro que finalizó 2-1 a favor del equipo tricolor. Rápidamente, se ganó el lugar de en el arco ya que demostró un gran nivel. En esa edición de la Copa Libertadores, Nacional logró llegar hasta semifinales, perdiendo contra Estudiantes de La Plata, club que se terminaría consagrándose campeón.

También disputó la Copa Libertadores 2010, todavía con Nacional, en la que perdió en octavos de final contra Cruzeiro. Además, disputó varias ediciones de la Primera División uruguaya, tanto con Cerro como con Nacional, consagrándose campeón de la temporada 2008-09 con el equipo albo. Asimismo disputó las dos ediciones de la Copa Bimbo, en 2009 perdió en la final (4-1) contra Cruzeiro, y en la edición de 2010 la conquistó el equipo tricolor venciendo a Danubio en la final, 3-1 en la tanda de penales, luego de haber empatado a 1 en el partido. Lo curioso de esta competencia de verano, es que Muñoz, no jugó ninguno de los partidos de ambas ediciones.
En enero de 2012, Muñoz se incorporó al plantel del Club Libertad de Paraguay. Realizando una excelente primera temporada en el club (obteniendo la portería menos vencida a lo largo del torneo) se consagra campeón siendo una de las figuras más importantes del club y del torneo.
En diciembre de 2018, Cerro Porteño hizo oficial su incorporación para la temporada 2019 y en el año 2021 obtuvo la nacionalidad paraguaya.

## Selección nacional
El 18 de mayo de 2011, el diario Ovación Digital confirmó que Muñoz había sido citado para el partido contra la selección de fútbol de Alemania el 29 de mayo de 2011, ocupando el lugar de Martín Silva ya que el club Defensor Sporting Club no lo cedió.
El 12 de mayo de 2014 el entrenador de la selección uruguaya, Óscar Washington Tabárez, incluyó a Muñoz en la lista provisional de 25 jugadores con los que inició la preparación para el Copa Mundial de Fútbol de 2014 en detrimento de Juan Guillermo Castillo . Finalmente fue confirmado en la lista definitiva de 23 jugadores el 31 de mayo.

### Participaciones en Copas del Mundo
| Mundial              | Sede   | Resultado        |
| -------------------- | ------ | ---------------- |
| Copa Mundial de 2014 | Brasil | Octavos de final |

## Clubes
| Club          | País     | Año         | Partidos | Goles |
| ------------- | -------- | ----------- | -------- | ----- |
| Cerro         | Uruguay  | 2000 - 2008 | 100      | 4     |
| Nacional      | Uruguay  | 2008 - 2012 | 104      | 0     |
| Libertad      | Paraguay | 2012 - 2018 | 305      | 1     |
| Cerro Porteño | Paraguay | 2019 - 2022 | 58       | 0     |
| Guaraní       | Paraguay | 2023 - 2024 | 45       | 0     |

## Palmarés

### Campeonatos nacionales
| Título              | Club          | País     | Año     |
| ------------------- | ------------- | -------- | ------- |
| Campeonato Uruguayo | Nacional      | Uruguay  | 2008-09 |
| Torneo Apertura     | Nacional      | Uruguay  | 2009    |
| Torneo Clausura     | Nacional      | Uruguay  | 2011    |
| Campeonato Uruguayo | Nacional      | Uruguay  | 2010-11 |
| Torneo Apertura     | Nacional      | Uruguay  | 2011    |
| Campeonato Uruguayo | Nacional      | Uruguay  | 2011-12 |
| Torneo Clausura     | Libertad      | Paraguay | 2012    |
| Torneo Apertura     | Libertad      | Paraguay | 2014    |
| Torneo Clausura     | Libertad      | Paraguay | 2014    |
| Torneo Apertura     | Libertad      | Paraguay | 2016    |
| Torneo Apertura     | Libertad      | Paraguay | 2017    |
| Torneo Apertura     | Cerro Porteño | Paraguay | 2020    |
| Torneo Clausura     | Cerro Porteño | Paraguay | 2021    |